# Caroli kyrka, Varberg
Caroli kyrka - uttalas [cároli] - var en kyrkobyggnad i Varberg i Halland som färdigställdes 1687. Kyrkan låg vid stadens torg, på den plats där Varbergs kyrka nu ligger. Efter att Varberg flyttats till sitt nuvarande läge efter den förödande stadsbranden i Varberg på Platsarna 1666 var staden utan gudstjänstlokal i 21 år innan Caroli kyrka stod klar. Gudstjänsterna hölls då i ett träskjul. När Varberg återigen eldhärjades 1767 blev Caroli kyrka lågornas rov. Dock lyckades man rädda en del av inventarierna, såsom dopfunten, som även räddades vid branden på Platsarna 1666 och som idag står i Varbergs nuvarande kyrka.